# Axel Breidahl
Axel Breidahl (30 de enero de 1876 – 4 de octubre de 1948) fue un actor, director, guionista, periodista, autor teatral y de revista y cabaret, crítico y conferenciante de nacionalidad danesa. 

## Biografía
Su nombre completo era Axel Daniel Breidahl, y nació en Randers, Dinamarca. Comenzó su carrera periodística en 1894 trabajando para el Jyllands-Posten. En 1895 colaboró con Svendborg Avis, y entre 1896–1941 con la publicación Politiken, que en 1914 le nombró corresponsal en la Primera Guerra Mundial Además de su trabajo periodístico, fue guionista para compañías cinematográficas con sede en Berlín entre 1911 y 1914, y escribió libros infantiles adoptando el nombre de Onkel Axel. Igualmente, fue conocido como autor de la melodía Sørens far.
Axel Breidahl falleció en Copenhague, Dinamarca, en el año 1948. Fue enterrado en el Cementerio Sundby Kirkegård. 

## Filmografía
- 1951 : Bag de røde porte - Guionista y compositor
- 1923 : Den talende film - Actor
- 1922 : Potteplanten - Guionista
- 1917 : Den filmende Baron - Director
- 1917 : Den glade Løjtnant - Guionista
- 1917 : Den sjette Sans - Director
- 1916 : Der var en Gang - Director
- 1915 : Maison Fifi - Actor
- 1914 : Axel Breidahl paa Kostumebal - Actor
- 1914 : Vägen till mannens hjärta - Director
- 1914 : Fødselsdagsgaven - Director
- 1914 : Salomos dom - Director
- 1913 : Den gamle Majors Ungdomskærlighed - Director
- 1913 : Axel Breidahl morer sig - Director
- 1913 : Axel Breidahls Lotterigevinst - Director
- 1913 : Axel Breidahl som Hypnotisør - Director
- 1913 : Axel Breidahls Tvillinger - Director
- 1913 : Kærlighed gør blind - Director
- 1913 : Et Mandfolk til Auktion - Director
- 1913 : Hjältetenoren - Actor
- 1912 : En frygtelig Fejltagelse - Guionista
- 1912 : Axel Breidahl køber en Bænk - Director
- 1912 : Cirkusluft - Guionista
- 1912 : Mac-Morton - Guionista
- 1912 : Slangen - Guionista
- 1911 : Herr Storms første Monocle - Actor
- 1911 : Blandt københavnske Apacher - Guionista
- 1911 : Venus - Guionista
- 1911 : Dockan - Actor